# Daniela Gassmann
Pour les articles homonymes, voir Gassmann.
Daniela Gassmann-Bahr, née Gassmann le 23 juillet 1964, est une sportive suisse spécialisée en VTT cross-country et en course en montagne. Elle a terminé deuxième du Grand Prix WMRA 2004 et troisième en 2003. Elle a remporté deux titres de championne suisse de VTT cross-country en 1995 et 1996 et trois titres de championne suisse de course en montagne en 1997, 2002 et 2004.

## Biographie
Elle commence la compétition en course à pied et remporte notamment le semi-marathon du Tessin en 1987. Elle doit y renoncer au début des années 1990 après s'être déchiré les ligaments croisés du genou lors d'un accident à ski. Elle se tourne ensuite vers le VTT.
En 1996, elle connaît sa meilleure saison. Elle remporte son second titre national. En Coupe du monde, elle remporte la manche des Gets et se classe 10e. Elle prend part aux Jeux olympiques d'été de 1996 et termine 12e sur l'épreuve féminine du VTT cross-country.
Elle commence la course en montagne avec succès en 1997, en remportant son premier titre de championne suisse de course en montagne mais se concentre ensuite sur le VTT cross-country.
Elle fait son retour à la course en montagne en 2002 en remportant Neirivue-Moléson et en décrochant ainsi son deuxième titre de championne suisse de course en montagne.
En 2003, elle décroche plusieurs podiums aux courses de montagne du Grossglockner, Schlickeralm, Cervin et Hochfelln. Elle termine 3e du Grand Prix WMRA. L'année suivante, elle remporte la course de montagne de Meltina et décroche deux autres podium au Grossglockner et au Hochfelln. Elle termine 2e du Grand Prix WMRA.
Elle met sa carrière entre parenthèses à la fin de la saison 2004 et fait son retour en 2008.
Elle se tourne ensuite vers les courses de montagne plus longues. Elle remporte le semi-marathon d'Aletsch en 2010 ainsi que la première de ses cinq victoires à la Glacier 3000 Run,. Elle remporte le marathon de Zermatt en 2011 et 2012.
Elle termine 5e du Marathon de Zermatt en 2015, qui compte alors comme épreuve des Championnats du monde de course en montagne longue distance 2015. Martina Strähl remporte le titre et Jasmin Nunige termine 6e. Ensemble, elles permettent à la Suisse de décrocher la médaille d'or par équipe.
En 2016, elle termine 2e de la course Montreux-Les-Rochers-de-Naye à 52 ans.

## Palmarès en VTT cross-country

### Coupe du monde
- 10e en 1996, vainqueur d'une manche

### Championnats du monde
- 1997 : 22e du cross-country

### Jeux olympiques
- 1996 : 12e du cross-country

### Championnats suisses
- 1995 :  Championne de Suisse de cross-country
- 1996 :  Championne de Suisse de cross-country

## Palmarès en course en montagne
| no  | féminin            | Course                                                      | Longueur | Départ            | Temps           |
| --- | ------------------ | ----------------------------------------------------------- | -------- | ----------------- | --------------- |
|     | Médaille d'or      | Championnats suisses de course en montagne                  | 12,0 km  | 1er juin 1997     | 57 min 35 s     |
| 26e | Médaille d'or      | Championnats suisses de course en montagne                  | 10,6 km  | 23 juin 2002      | 1 h 11 min 30 s |
|     | Médaille d'argent  | Course de montagne du Danis                                 | 10,4 km  | 14 juillet 2002   | 50 min 1 s      |
|     | Médaille d'argent  | Course de Schlickeralm                                      | 11,0 km  | 4 août 2002       | 1 h 13 min 03 s |
| 37e | Médaille de bronze | Course du Cervin                                            | 14,3 km  | 18 août 2002      | 1 h 19 min 08 s |
|     | Médaille d'argent  | Championnats suisses de course en montagne                  | 10,9 km  | 24 juin 2003      | 1 h 02 min 54 s |
| 6e  | 6e                 | Championnats d'Europe de course en montagne                 | 8,0 km   | 6 juillet 2003    | 45 min 37 s     |
| 43e | Médaille de bronze | Course de montagne du Grossglockner                         | 13,6 km  | 20 juillet 2003   | 1 h 33 min 54 s |
| 22e | Médaille d'or      | Course de montagne du Karwendel                             | 11 km    | 27 juillet 2003   | 1 h 16 min 5 s  |
|     | Médaille de bronze | Course de Schlickeralm                                      | 11,0 km  | 3 août 2003       | 1 h 15 min 23 s |
| 28e | Médaille d'argent  | Course du Cervin                                            | 14,3 km  | 17 août 2003      | 1 h 17 min 03 s |
|     | Médaille d'argent  | Course de montagne du Hochfelln                             | 8,9 km   | 5 octobre 2003    | 53 min 27 s     |
|     | Médaille d'or      | Berglauf Mölten                                             | 9,2 km   | 16 mai 2004       | 53 min 08 s     |
| 51e | Médaille d'or      | Championnats suisses de course en montagne                  | 13,0 km  | 5 juin 2004       | 1 h 00 min 21 s |
| 60e | Médaille de bronze | Course de montagne du Grossglockner                         | 13,6 km  | 18 juillet 2004   | 1 h 32 min 55 s |
| 31e | Médaille d'or      | Course du Cervin                                            | 14,3 km  | 22 août 2004      | 1 h 18 min 35 s |
| 13e | 13e                | Trophée mondial de course en montagne                       | 8,4 km   | 4 septembre 2004  | 53 min 25 s     |
|     | Médaille de bronze | Course de montagne du Hochfelln                             | 8,9 km   | 26 septembre 2004 | 53 min 38 s     |
| 6e  | Médaille d'or      | Rothorn Run                                                 | 11,1 km  | 28 juin 2008      | 1h 24 min 22 s  |
| 34e | Médaille de bronze | Course de Schlickeralm                                      | 10,5 km  | 3 août 2008       | 1 h 13 min 23 s |
| 31e | Médaille d'or      | Course du Cervin                                            | 12,5 km  | 24 août 2008      | 1 h 06 min 44 s |
|     | Médaille d'argent  | Championnats suisses de course en montagne                  | 10,0 km  | 5 octobre 2008    | 59 min 39 s     |
| 24e | Médaille d'or      | Course du Cervin                                            | 12,5 km  | 23 août 2009      | 1 h 09 min 23 s |
| 25e | Médaille de bronze | Drei Zinnen Alpine Run                                      | 17,5 km  | 13 septembre 2009 | 1 h 46 min 04 s |
| 21e | Médaille d'or      | Semi-marathon d'Aletsch                                     | 21,1 km  | 27 juin 2010      | 1 h 51 min 36 s |
| 14e | Médaille de bronze | Championnats suisses de course en montagne                  | 9,5 km   | 11 juillet 2010   | 56 min 10 s     |
| 12e | Médaille d'or      | Glacier 3000 Run                                            | 26,0 km  | 22 août 2010      | 2 h 45 min 57 s |
| 13e | Médaille d'or      | Course du Cervin                                            | 12,5 km  | 22 août 2010      | 1 h 07 min 53 s |
| 13e | Médaille d'or      | Marathon de Zermatt                                         | 42,2 km  | 9 juillet 2011    | 3 h 32 min 12 s |
| 12e | Médaille d'or      | Glacier 3000 Run                                            | 26,0 km  | 6 août 2011       | 2 h 44 min 05 s |
| 20e | Médaille d'or      | Semi-marathon Inferno                                       | 21,1 km  | 20 août 2011      | 2 h 24 min 27 s |
| 30e | Médaille d'argent  | Marathon de la Jungfrau                                     | 42,2 km  | 10 septembre 2011 | 3 h 34 min 48 s |
| 29e | Médaille d'argent  | Championnats suisses de course en montagne                  | 11,5 km  | 23 juin 2012      | 1 h 21 min 46 s |
| 9e  | Médaille d'or      | Marathon de Zermatt                                         | 42,2 km  | 7 juillet 2012    | 3 h 29 min 13 s |
| 13e | Médaille d'or      | Glacier 3000 Run                                            | 26,0 km  | 4 août 2012       | 2 h 41 min 19 s |
| 25e | Médaille d'or      | Course du Cervin                                            | 12,5 km  | 26 août 2012      | 1 h 10 min 17 s |
| 21e | Médaille d'argent  | Marathon de Zermatt                                         | 42,2 km  | 6 juillet 2013    | 3 h 40 min 37 s |
| 10e | Médaille d'or      | Glacier 3000 Run                                            | 26,0 km  | 10 août 2013      | 2 h 39 min 29 s |
| 6e  | Médaille d'or      | Glacier 3000 Run                                            | 26,0 km  | 9 août 2014       | 2 h 42 min 26 s |
| 10e | Médaille d'or      | Semi-marathon Inferno                                       | 21,1 km  | 23 août 2014      | 2 h 18 min 14 s |
| 47e | 5e                 | Championnats du monde de course en montagne longue distance | 42,2 km  | 4 juillet 2015    | 3 h 36 min 59 s |
| 10e | Médaille d'argent  | Glacier 3000 Run                                            | 26,0 km  | 8 août 2015       | 2 h 46 min 40 s |
| 11e | Médaille d'or      | Semi-marathon Inferno                                       | 21,1 km  | 22 août 2015      | 2 h 20 min 16 s |
| 36e | Médaille d'argent  | Course Montreux-Les-Rochers-de-Naye                         | 18,8 km  | 3 juillet 2016    | 1 h 51 min 50 s |
| 44e | Médaille d'argent  | Course de montagne du Karwendel                             | 11 km    | 16 juillet 2016   | 1 h 15 min 49 s |